# Tributylzinnmethacrylat
Tributylzinnmethacrylat ist ein Ester der Methacrylsäure und gehört außerdem zu den Tributylzinnverbindungen.

## Geschichte
Im 20. Jahrhundert wurden in Antifouling-Anstrichen für Schiffe verbreitet zinnorganische Polyacrylate verwendet, beispielsweise Copolymere aus Tributylzinnmethacrylat und Methylmethacrylat. Die Verwendung von Tributylzinnverbindungen in diesem Bereich ist inzwischen weltweit verboten: Die Neuaufbringung seit 2003; seit 2008 dürfen gar keine Tributylzinnverbindungen mehr nachweisbar sein.

## Herstellung
Tributylzinnacrylat kann durch Umsetzung von Bis(tributylzinn)oxid mit Methacrylsäure in Benzol hergestellt werden.

## Reaktionen
Tributylzinnmethacrylat kann analog zu anderen Vinylmonomeren polymerisiert werden. Dies gelingt durch Lösungspolymerisation in Benzol mit Dibenzoylperoxid oder Dicumylperoxid als Radikalstarter. Außerdem ist eine Emulsionspolymerisation mit Kaliumperoxodisulfat, Dodecanthiol und einem Tensid möglich. Verschiedene Copolymere sind ebenfalls bekannt, unter anderem mit Styrol, Allylmethacrylat, Methylacrylat, Ethylacrylat, Butylacrylat und Acrylnitril. Mit Butylacrylat und Acrylnitril, sowie mit Butylmethacrylat und Acrylnitril können Terpolymere hergestellt werden.

## Verwendung
Ein vielgenutztes Produkt für Antifouling-Anstriche ist ein Copylmer aus Methylmethacrylat und Tributylzinnmethacrylat. Antifouling-Produkte, die Tributylzinnverbindungen enthalten, inklusive Tributylzinnmethacrylat, werden trotz Verbot weiter produziert und in vielen Ländern verkauft.